# Clytia gracilis
Clytia gracilis är en nässeldjursart som först beskrevs av Sars 1850.  Clytia gracilis ingår i släktet Clytia och familjen Campanulariidae. Arten är reproducerande i Sverige. Inga underarter finns listade i Catalogue of Life.